# Étienne Thiroux
Étienne Thiroux, est un prêtre jésuite, qui est né à Autun en 1647 et mort à Dijon en 1727.

## Biographie
Fils de Denis Thiroux, avocat, député aux États de Bourgogne, vierg d'Autun, et de son épouse dame Lazarette Saulnier, il est également le fère de Claude Thiroux, qui fut aussi vierg d'Autun. 
Il entre chez les Jésuites en 1664, à l'âge de 17 ans, fait son noviciat à Nancy et prononce ses quatre vœux solennels en 1682. Il prêcha avec succès, mais sa santé fragile ne lui permit pas  de continuer les fonctions du ministère de la chaire. Ses supérieurs lui confièrent quelques emplois plus proportionnés à ses forces. Il fut recteur du collège  de la Société à Charleville en Champagne, puis à Ensisheim en Alsace.
Il fut professeur de théologie à Dijon, où il mourut le 26 avril 1727. Outre les ouvrages cités ici, il laissa trois volumes manuscrits in-folio sur le Nouveau Testament, qui furent envoyés à Rome et s'y trouvaient en 1749. Il passa trente ans de sa vie à réaliser cette somme de travail.

## Œuvre
- Épître dédicatoire à Monseigneur Jean V Bouhier de Lantenay (1725-1731), évêque de Dijon, dans l'ouvrage du Père Pierre Lescalopier:  Scholia seu breves elucidationes in librum Psalmorum, ad usum & commodum..., Lyon, 1727, in-8°
- Direction spirituelle pour servir de règles à tous les Chrétiens qui veulent sincèrement leur salut et acquérir la perfection , Lyon, in-8°, chez Marcellin Duplain, 1730, 379.p.
- La vie de Jésus-Christ, tirée des Quatre Évangiles, avec des réflexions extraites des SS. Pères, s.d. (en latin)
- Méditations pour tous les jours de l'année, s.d. (en français)
- Méthode d'une retraite annuelle conforme aux exercices spirituels de Saint-Ignace, s.d. (en latin)
- Traité des Questions de controverse contre les Hérétiques, s.d. (en français)